# Die Säulen der Erde – Duell der Baumeister
Die Säulen der Erde – Duell der Baumeister ist ein 2009 bei Kosmos erschienenes Spiel für 2 Personen von Stefan Feld mit Illustrationen von Michael Menzel.

## Inhalt
- Spielkarten:
  - 54 Vorteilskarten, je 27 in den Stapeln A und B
  - 6 Gebäudekarten, je 3 für Prior Philip (blau) und Bischof Waleran (rot)
- 6 Personenmarker, je 3 für Prior Philip (blau) und Bischof Waleran (rot)
- 32 Goldmünzen:
  - 14× Wert 1
  - 10× Wert 2
  - 8× Wert 5
- 22 Rohstoff-/Werkstoff-Marker, je 11 in blau und rot
  - je 1× Erz/Glocke
  - je 2× Holz/Balken
  - je 2× Sand/Mörtel
  - je 2× Stein/Ziegel
  - je 4× Wolle/Tuch
- 12 Siegel
  - 10 neutrale Siegel:
    - 2× Wert 0/5
    - 4× Wert 1/4
    - 4× Wert 2/3
    - 2 persönliche Siegel, je 1× blau und rot, Wert 2/3
- 1 Machtzeichen
- Spielanleitung, 6 Seiten

## Beschreibung
Die Spieler schlüpfen in die Rollen der beiden Hauptfiguren des Romans Die Säulen der Erde von Ken Follett, Prior Philip und Bischof Waleran. Waleran hatte zunächst die Wahl des jungen Philip zum Prior unterstützt, weil er diesen als leichter lenkbar für seine eigenen Pläne betrachtete, musste dann aber feststellen, dass Philip schnell eigene Pläne verfolgte. So begann Philip nach dem durch Jack verursachten Brand der Klosterkirche mit dem Bau einer neuen Kathedrale und war auch ansonsten Waleran gegenüber eher kritisch eingestellt. Um diesem etwas entgegenzusetzen, begann Waleran mit dem Bau einer Burg.
Die Spieler versuchen nun, als erste mit ihrem Bauprojekt fertig zu werden bzw. innerhalb von 4 Durchgängen so viel wie möglich davon fertigzustellen. In jedem Durchgang werden 3 Runden gespielt, in denen jeweils 9 Karten eines Kartenstapels in einem 3×3-Raster ausgelegt werden. Der am Zug befindliche Spieler markiert davon 3 in einer Reihe, Zeile oder Diagonale mit seinen Personenmarkern, der andere Spieler muss 3 Karten in einer anderen wählen, wobei eine Karte des Vorgängers markiert werden muss. Um diese Karte findet anschließend ein Kampf statt, bei dem die Spieler neutrale und eigene Siegel einsetzen. Dem Gewinner stehen also 3, dem Verlierer nur 2 Karten zur Verfügung. Mit diesen Karten erhalten die Spieler entweder Rohstoffe, Gold, Handwerker oder Vorteile durch Freunde, um damit an einem der 3 Bauabschnitte ihres Bauprojektes zu arbeiten. Wer als Erster einen Abschnitt fertig stellt, erhält einen Bonus.
Das Spiel endet entweder, wenn ein Spieler alle 3 Bauabschnitte fertig stellt, oder nach dem 4. Durchgang. Dann gewinnt, wer mehr Bauabschnitte fertig gestellt hat bzw. bei Gleichstand mehr Baustoffe eingebaut hat. Führt auch dies zu keiner Entscheidung, gewinnt der Spieler, der noch mehr Gold besitzt, und sollte auch dies nicht zur Ermittlung des Siegers führen, gewinnt Prior Philip, da Bischof Waleran im ersten Durchgang Startspieler war.

## Übersetzungen
- Englisch: Builder’s Duel™ (bei Mayfair Games)
- Französisch: Les Piliers de la Terre - Le Duel des Bâtisseurs bei Filosfiagames

## Auszeichnungen
- Nominiert für den International Gamers Award 2009, Kategorie Zweipersonen-Strategie-Spiele

## Spielkritiken
- Spielbox Ausgabe 5/09: „Klerikaler Zweikampf“